# Острова Динагат
Острова Динагат (филипп. Mga Isla ng Dinagat) — островная провинция на Филиппин, расположенная в заливе Лейте.

## География
К западу от неё находится остров Лейте, отделённый проливом Суригао, к югу — остров Минданао. Главный остров, Динагат, занимает по протяжённости около 60 км с севера на юг. Площадь — 802,1 км².

Острова Динагат

## История
Острова Динагат были частью первого округа провинции Северный Суригао до тех пор, пока не были объявлены самостоятельной провинцией 2 декабря 2006 года, по указу правительства и по результатам голосования.
11 февраля 2010 года Верховный суд Филиппин объявил о создании провинции островов Динагат недействительными по причине недостаточных площади и населения, и потребовал создания местных органов власти. Острова снова вернулись в состав провинции Северного Суригао. 30 марта 2011 года, однако, Верховный суд отменил своё постановление от предыдущего года, и подтвердил конституционность и создание провинции Острова Динагат.

## Население
Население: 126 803 чел. (2010). Плотность населения: 158,09 чел./км².
Разговорный язык местного населения — себуано.

## Административное деление
Провинция входит в состав региона Карага. Административный центр — город Сан-Хосе, независимых и включённых городов нет.
В административном отношении делится на 7 муниципалитетов:
- Басилиса (Basilisa)
- Кагдианао (Cagdianao)
- Динагат (Dinagat)
- Либхо (Libjo)
- Лорето (Loreto)
- Тубахон (Tubajon)
- Сан-Хосе (San Jose)

## Руководство
Губернаторы:
- Джеральдин Эклео Вильяроман (2007—2010), бывший
- Гленда Б. Эклео (2010—настоящее время), на сегодняшний день